# 三菱石炭鉱業大夕張鉄道DL55形ディーゼル機関車
三菱石炭鉱業大夕張鉄道DL55形ディーゼル機関車（みつびしせきたんこうぎょうおおゆうばりてつどうDL55がたディーゼルきかんしゃ）は、かつて三菱石炭鉱業大夕張鉄道線で使用されていたディーゼル機関車である。

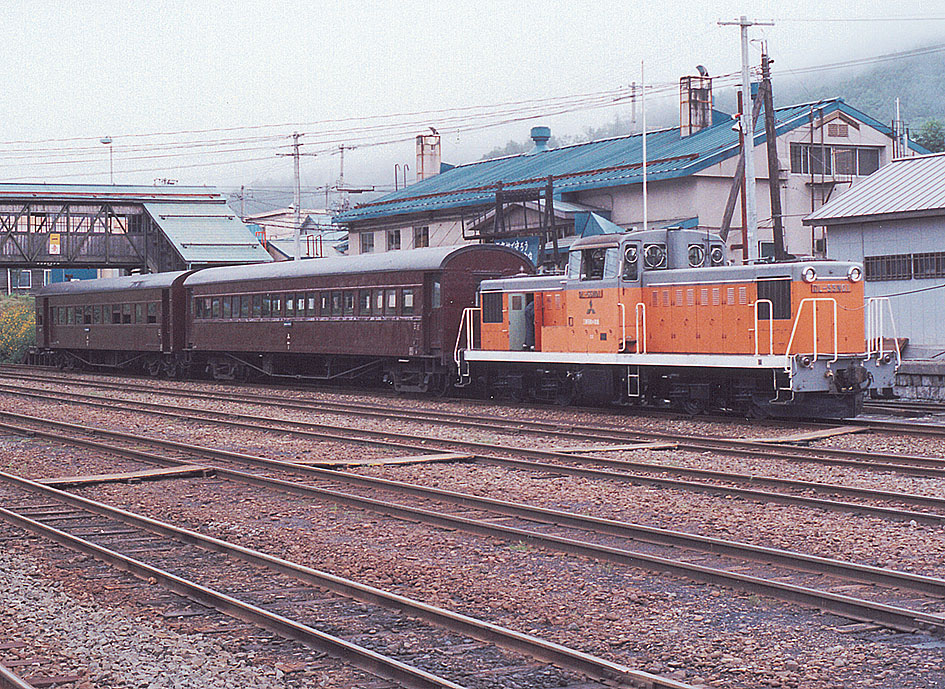
DL-55 No.1+オハ1+スハニ6　清水沢にて（1986年）

## 概要
1973年（昭和48年）に三菱重工業三原製作所で製作された55tクラスの液体式ディーゼル機関車で、No.1 - No.3（現車には「DL-55 NO.1」のように標記された）が在籍した。動力性能は国鉄DD13形の111号機以降と同じであるが、台車がDD13形のものとは異なり、中央部に砂箱を装備しアングルで構成された三菱重工オリジナルのものである。
このディーゼル機関車3両の投入で9600形蒸気機関車を駆逐し、無煙化を成し遂げた。南大夕張炭鉱の合理化に伴い1987年（昭和62年）には鉄道廃止。それとともに廃車、譲渡先も見つからないままに解体されてしまった。

## 主要諸元
- 最大寸法 : 全長13,600mm、全幅2,960mm、全高3,935mm
- 機関（変速機） : DMF31SB(DS1.2/1.35)
- 台車 : ウィングばね式